# Juche

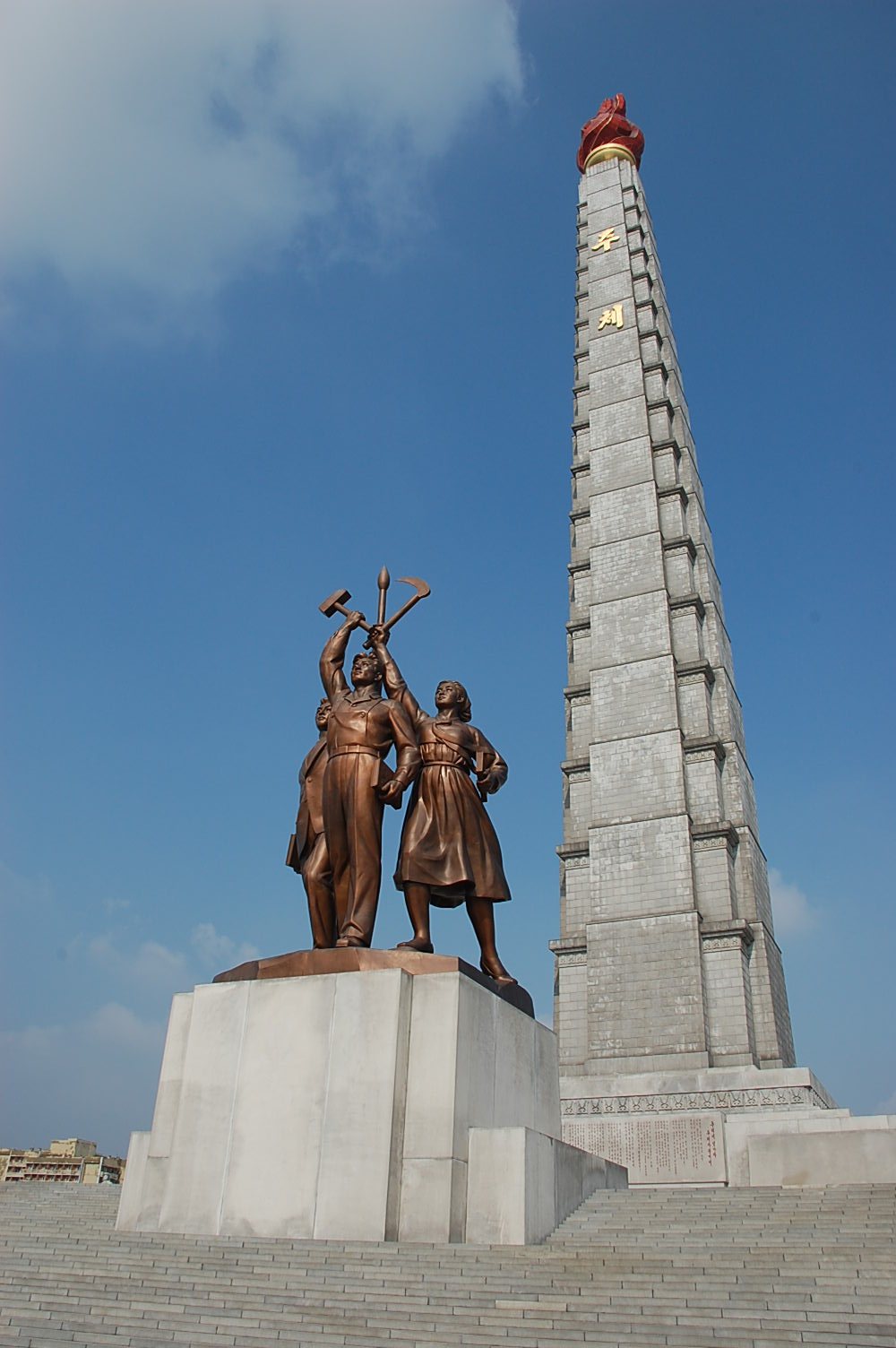
Torre Juche a Pyongyang. Il monumento è dedicato all'ideologia e al Partito del Lavoro di Corea.

Il Juche (주체?, 主體?, JucheLR, Chuch'eMR, pronuncia coreana: [tɕutɕʰe]; pronuncia italiana: giuce, o più correttamente ciucé) è l'ideologia ufficiale della Repubblica Popolare Democratica di Corea il cui sistema politico si ispira al  pensiero del socialismo, visto originariamente come una variante al marxismo-leninismo, al patriottismo e al concetto di indipendenza (Chajusong).
Significa letteralmente "corrente principale" o "corrente tradizionale", ma viene spesso reso come "autosufficienza" o "autarchia"; la sua origine risiede in un discorso di Kim Il-sung dove si riferisce all'"Idea di Juche", che identifica le masse coreane come gli artefici dello sviluppo della nazione. Il Juche è alla base delle scelte dell'organo politico nord-coreano, come la ricerca d'indipendenza dalle Superpotenze, un forte apparato militare e l'impiego prioritario delle risorse nazionali. Kim Il-sung descrisse il Juche come l'idea secondo cui "l'uomo è il padrone di ogni cosa e decide ogni cosa". L'ideologia è chiamata anche kimilsunghismo-kimjonghilismo, ed è considerata dagli osservatori politici come totalitaria e stalinista (la particolare interpretazione marxista-leninista del socialismo in un solo paese, come descritta da Stalin in Unione Sovietica).
Kim Il-sung diede origine al concetto di Juche il 28 dicembre 1955 nel discorso Sull'eliminazione del dogmatismo e del formalismo e il costituirsi del Juche nel lavoro ideologico, mentre i principali presupposti furono enunciati nel discorso Difendiamo maggiormente lo spirito rivoluzionario dell'indipendenza, dell'autosufficienza e dell'autodifesa in tutti i campi delle attività statali pronunciato davanti all'Assemblea popolare suprema il 16 dicembre 1967. Nel 1982, il figlio di Kim Il-sung, Kim Jong-il, firmò il volume Sull'idea Juche, dedicato appunto all'ideologia del padre.

## Caratteristiche

### Antropocentrismo
Il Juche pone l'essere umano come padrone del mondo: poiché è "l'essere materiale più sviluppato", è in grado di piegare la natura alla sua volontà ed essa è infatti "l'oggetto del lavoro dell'uomo e anche la fonte materiale della sua vita".
L'uomo è un essere sociale poiché è in grado di formare un gruppo sociale e vive e lavora in relazioni sociali. Tale status comporta la sua superiorità sulla natura e il possesso di tre qualità intrinseche:
- Indipendenza (Chajusong): l'uomo è desideroso di vivere e svilupparsi in un modo indipendente come padrone del mondo e del proprio destino.[11] Tale qualità è la vita e l'anima dell'uomo, e ne evidenzia l'integrità politica e sociale che lo rendono un essere sociale vivo.[11] Con l'indipendenza, l'uomo si oppone ad ogni forma di restrizione e soggiogamento.[12]
- Creatività: esprime il ruolo dell'uomo come demiurgo della natura e della società che vengono trasformati per essere più utili e apportare maggiori benefici, eliminando il vecchio e creando il nuovo.[11]
- Coscienza: essa determina tutti gli sforzi dell'uomo nella comprensione e nel rimodellamento del mondo e di sé, garantendo la propria indipendenza e creatività.[11]

Queste qualità sono interconnesse tra di loro: l'indipendenza mette in gioco la creatività nella manipolazione del destino dell'uomo e della natura, la creatività assicura la realizzazione dell'indipendenza e la sua traslazione nella realtà, la consapevolezza è invece il prerequisito delle qualità precedenti poiché ne regola la loro realizzazione. Tuttavia, l'uomo non riceve queste qualità direttamente dalla natura, ma le sviluppa durante il suo percorso storico e sociale e per tutta la sua vita nell'ambiente sociale.
Tutto ciò che è presente nel mondo acquista valore soltanto quando serve l'uomo.

### Società
Al tempo della dinastia Joseon c'era una forte differenza tra le classi alte e le classi basse, mentre la Corea del Nord ha creato un'unica massa sociale unificata, definita genericamente "popolo". Invece di una gerarchia basata sulle convenzioni sociali o sulle classi, il governo coreano si prefigge di dividere la popolazione nelle tre classi di contadini, lavoratori e samuwon (intellettuali e lavoratori professionisti), dove ogni settore è egualmente importante. La classe samuwon consiste di impiegati, piccoli commercianti, burocrati, professori e scrittori, ed è stata creata col fine di incrementare l'educazione e l'alfabetizzazione della Corea del Nord.
L'enfasi sull'istruzione deriva dal concetto di Lenin secondo cui lavoratori e contadini analfabeti sono inabili alla lotta politica, ma anche dalla necessità di creare una classe di lavoratori altamente qualificati in vista della crescita economica. Questo credo è simboleggiato anche dallo stemma del Partito del Lavoro di Corea, dove Falce e martello sono accompagnati da un tradizionale pennello calligrafico.

### Lotta di classe e ruolo del partito

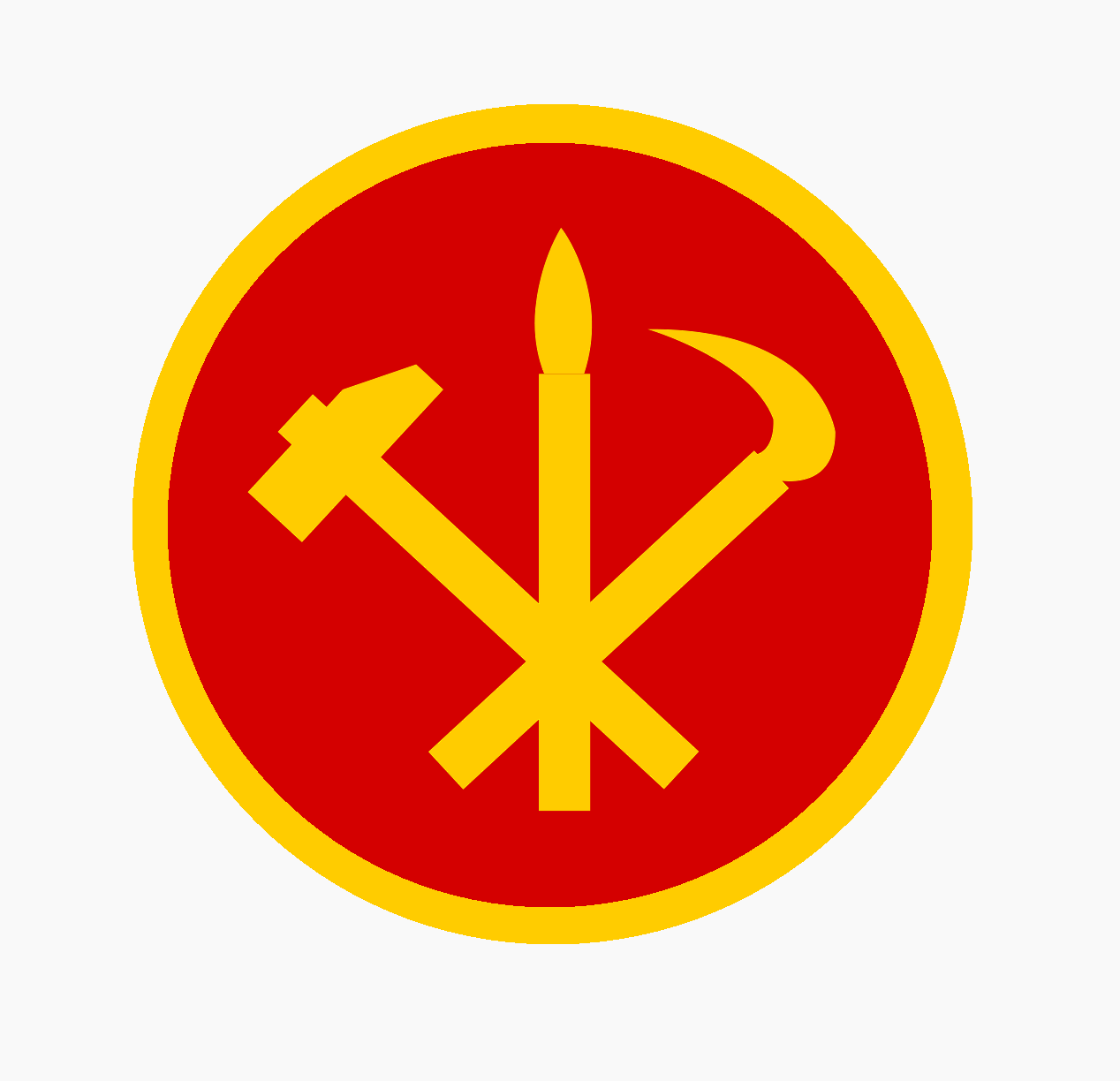
Emblema del Partito del Lavoro di Corea

Secondo il Juche, la storia si è sviluppata (e si sviluppa) tramite la lotta di classe dei lavoratori e gli sforzi delle masse nel trasformare la natura e la società. Le masse operaie sono il soggetto e la parte attiva della storia: esse compiono la rivoluzione, forgiano il proprio destino, creano la ricchezza, migliorano le proprie condizioni e cambiano il mondo. Al contrario, le classi sfruttatrici hanno sempre cercato di fermare e invertire il processo storico: il compito delle masse operaie è quindi quello di lottare contro i "reazionari della storia" e realizzare il socialismo.
Secondo Kim Il-sung, la storia della società umana rappresenta quella della lotta del popolo per difendere e ottenere la propria indipendenza, come classe sia sulla natura sia dal punto di vista politico.
Nel loro ruolo, gli operai sono guidati dal partito della classe lavoratrice (in Corea del Nord, dal Partito del Lavoro di Corea) e dal suo leader, che grazie alla loro guida corretta conducono le masse verso la realizzazione del socialismo ed infine del comunismo.

### Anti-imperialismo e autosufficienza
La lotta per l'indipendenza dell'individuo, estesa a livello internazionale, diventa quella contro ogni forma di imperialismo. L'unico modo che le nazioni oppresse hanno per liberarsi è unirsi "sotto la bandiera rivoluzionaria dell'anti-imperialismo e dell'indipendenza", così da portare alla disfatta il mondo imperialista basato sulla diseguaglianza e sulla contraddizione. In base alla Juche, la lotta per il socialismo ed il comunismo rappresenta la forma più alta di lotta per l'indipendenza, poiché pone fine allo sfruttamento dell'uomo sull'uomo, all'oppressione delle classi e alla prevaricazione di uno Stato su un altro. Se sono però le forze reazionarie a porsi alla guida dello sviluppo storico, non è possibile progredire verso un'autentica emancipazione delle masse popolari. Proprio per questo il Juche si pone l'obiettivo supremo di creare una società comunista e priva di classi sociali, mentre già condotta a termine è la costruzione del socialismo.
Kim Il-sung attribuì all'ideologia Juche la vittoria della Corea del Nord sull'Impero Giapponese prima e sugli Stati Uniti durante la guerra di Corea, anche se in realtà la RDPC aveva ricevuto il sostegno economico-militare da parte dell'Unione Sovietica di Stalin e della Cina di Mao Zedong. Dopo l'armistizio di Panmunjeom nel 1953 e le successive tensioni con la Corea del Sud filo-occidentale, Kim Il-sung concentrò la lotta anti-imperialista contro l'imperialismo americano e affermò che esso poteva essere sconfitto tramite la reazione violenta o il rifiuto di seguire le politiche statunitensi.
Secondo Kim Il-sung, l'indipendenza rappresenta la vita e l'anima di uno Stato, ed un Paese senza sovranità non può essere un vero stato indipendente. Alla base dell'indipendenza e del libero sviluppo di una nazione vi è l'autosufficienza economica: se questa è assente, la dipendenza politica dagli altri Paesi diventa inevitabile e la disuguaglianza permane, sia nei regimi socialisti e sia negli stati capitalisti.

### Principi guida
I principi guida rappresentano i metodi che il PLC deve seguire per applicare i dettami del Juche nella sua attività politica:
- Mantenere l'indipendenza, stabilendo il Juche come metodo di pensiero,[27] accentuando il sentimento nazionale e patriottico,[28] istituendo un governo popolare in grado di non cedere alle pressioni internazionali,[29] assicurando l'autosufficienza economica tramite conoscenze scientifiche e tecnologie avanzate nonché un corretto uso delle risorse naturali[30] e rafforzando l'Armata del popolo coreano.[31]
- Applicare il metodo creativo, affidandosi agli sforzi creativi delle masse popolari, realizzando politiche ispirate dalla volontà del popolo in modo tale da stimolarlo a portare a termine i piani e a rafforzare l'unità ideologica. Il partito deve quindi impedire la nascita di deviazioni di destra o sinistra ed eliminare ogni forma di conservatorismo e passivismo.[32] Inoltre, il PLC deve sempre tener conto della realtà e adattarsi ai cambiamenti.[33]
- Porre l'accento principale sull'ideologia, cercando di trasformare le persone in "comunisti" ideali fedeli ai dettami Juche, al partito e ai leader.[34] Tale obiettivo deve avere la precedenza nel lavoro politico del PLC, poiché lo sviluppo del socialismo dipende soprattutto dalle masse popolari e senza il loro contributo gli sforzi rivoluzionari diventerebbero vani.[35]

## Relazioni con il marxismo-leninismo

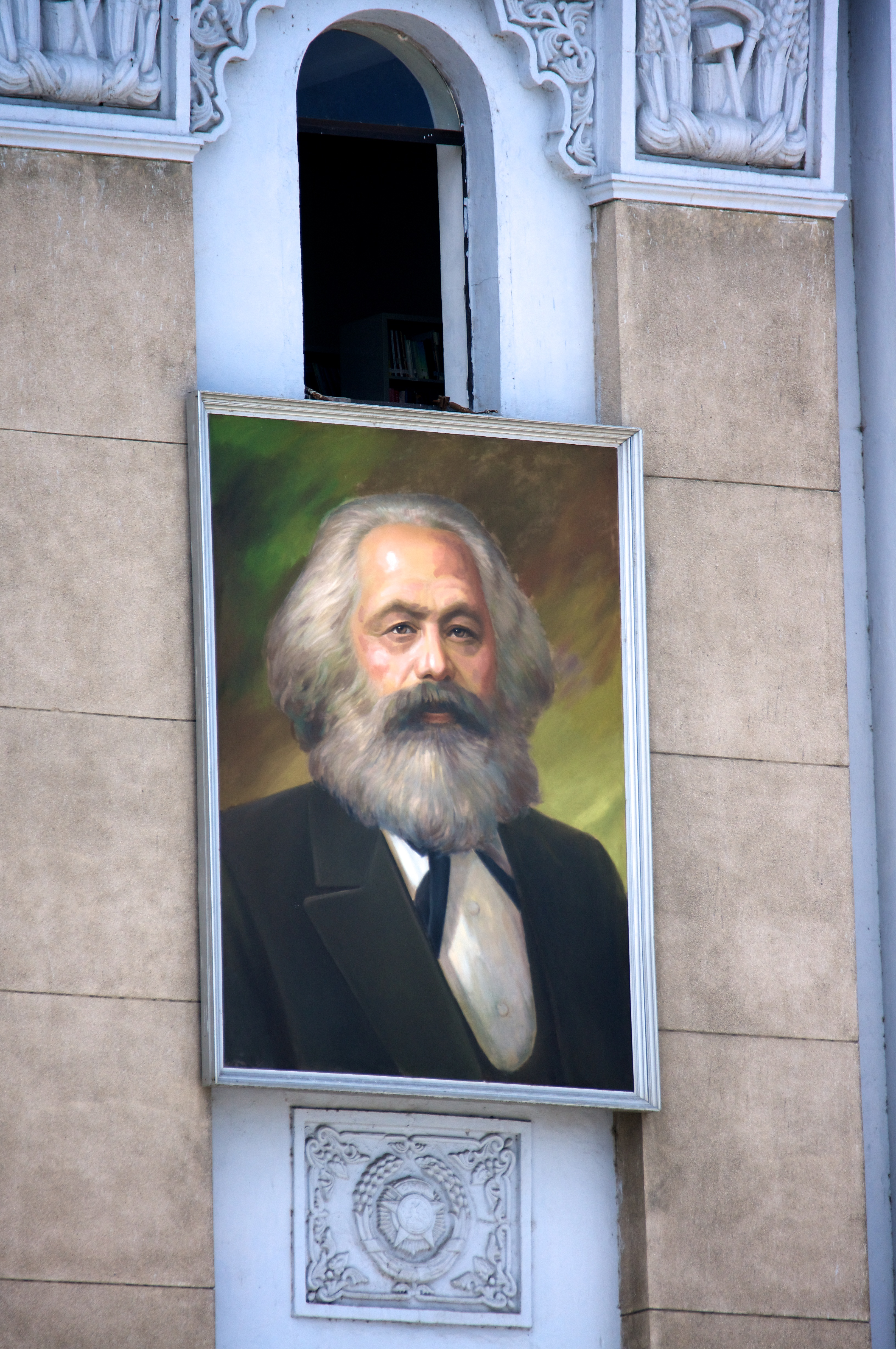
Ritratto di Marx sulla facciata del Ministero del commercio estero, rimosso nel 2012 assieme a quello di Lenin

L'ideologia trae ispirazione dal marxismo-leninismo e ne applica i principi cardine al contesto coreano, dove la "rivoluzione" avrebbe dovuto seguire una via diversa rispetto a quella seguita dai bolscevichi o in altri Paesi socialisti, ma soprattutto doveva avvenire in modo indipendente. In realtà, la Corea del Nord è stata particolarmente influenzata dallo stalinismo sovietico e successivamente dal maoismo cinese.
Sebbene Kim Il-sung abbia considerato il marxismo-leninismo come "verità universale", era contrario ai membri di partito che non avevano intenzione di studiare la realtà nord-coreana e che accettavano il marxismo-leninismo "senza digerirlo o assimilarlo", perdendo la loro iniziativa rivoluzionaria. Il Partito del Lavoro di Corea non doveva inoltre "copiare" le politiche o le idee del Partito Comunista dell'Unione Sovietica, poiché avrebbe portato soltanto danni. L'ideologia marxista-leninista rappresenta quindi una "guida all'azione e una teoria creativa" che diventa vitale soltanto se riformulata in modo tale da esser adatta alle specifiche condizioni di ogni Stato. Tuttavia, nel 1992, a seguito della dissoluzione dell'Unione Sovietica e del crollo dei regimi socialisti nell'Europa orientale, fu rimosso dalla Costituzione della Corea del Nord ogni riferimento al marxismo-leninismo e venne invece enfatizzata l'ideologia juche. Nel 2012 i ritratti di Karl Marx e Vladimir Lenin sono stati rimossi dalla facciata del Ministero del commercio estero situato a Pyongyang nella Piazza Kim Il-sung.

### Differenze
Oltre ai principi della lotta di classe, della rivoluzione proletaria e dell'anticapitalismo, il Juche trae dal marxismo-leninismo il rifiuto della concezione liberale dei diritti umani: Marx si opponeva alla definizione borghese risalente al XVIII e XIX secolo nel contesto di una struttura economica capitalista sfruttatrice e insistette sull'abolizione di tale sistema in modo tale da poter emancipare pienamente la classe operaia. Marx affermava inoltre che i diritti umani di concezione borghese rappresentavano le relazioni interne relative alle forze politiche, alle forme di coscienza, alle relazioni sociali e alle forze produttive specifiche di determinati momenti storici, e di conseguenza non erano diritti universali o senza tempo: la sua critica era rivolta in particolare a diritti storicamente specifici che sostenevano la politica economica borghese. Ciononostante, il PLC ha estremizzato tale concezione e critica la "protezione dei diritti umani" come uno slogan anti-rivoluzionario e anti-socialista promosso dai Paesi capitalisti, in particolare quelli imperialisti, che secondo Kim Il-sung non sono in grado di garantire i diritti fondamentali e la democrazia.
L'influenza delle filosofie confuciane pre-esistenti nella penisola coreana ha contribuito a creare delle divergenze con il marxismo-leninismo classico, come la presenza di un leader benevolente e garante del benessere e della sicurezza del suo popolo o l'importanza del commercio per il miglioramento della qualità della vita in base ai dettami Silhak risalenti alla dinastia Joseon. Nel Juche sono presenti elementi del nazionalismo coreano che contrastano con gli ideali internazionalisti del marxismo-leninismo.
Se Marx pose il materialismo ed il conflitto dialettico come base per lo sviluppo e la coscienza umana, Kim Jong-il ritenne invece tale visione come non sufficiente per descrivere la situazione coreana, affermando inoltre che è l'indipendenza sociopolitica il fattore primario che influenza le condizioni dell'uomo.
Nel libro Sull'idea Juche, Kim Jong-il affermò che il Juche non è un'applicazione creativa del marxismo-leninismo ma piuttosto "una nuova era nello sviluppo della storia umana". Inoltre, criticò i comunisti e i nazionalisti degli anni venti per il loro atteggiamento elitario, affermando che avevano "divorziato dalle masse". La divergenza tra il Partito del Lavoro di Corea e il marxismo-leninismo emerge in modo più chiaro nel discorso di Kim Jong-il Avanziamo sotto la bandiera del marxismo-leninismo e dell'idea Juche del 3 maggio 1983.
Se il marxismo-leninismo prevede l'instaurazione temporanea della dittatura del proletariato guidato da un partito d'avanguardia operaia, il Juche propone la creazione di un "governo popolare" fedele soprattutto al leader del PLC, divenendo di fatto un leader supremo e assolutista. La classe operaia non è in grado di agire autonomamente ma deve pensare attraverso il Grande leader, ovvero l'unica figura legittimata a rappresentare i lavoratori. La lotta di classe può esser realizzata soltanto tramite le direttive del leader, che è la forza trainante della classe operaia. Il Grande leader è considerato anche come un essere umano perfetto ed incorruttibile che non commette mai un errore, è benevolente e comanda per le masse popolari. Per far funzionare il sistema imposto dal grande leader, bisogna stabilire un sistema ideologico unitario basato sui "dieci principi per l'istituzione di un sistema ideologico monolitico".

## Attuazione
Alcuni osservatori ritengono che la Juche non è soltanto retorica, ma piuttosto un ideale di autosufficienza che la Corea del Nord ha cercato di mettere in pratica.

### Diplomazia
Kim Jong-il affermò che l'indipendenza non è in conflitto con l'internazionalismo ma è alla base del suo rafforzamento, aggiungendo che la Corea del Nord cooperava con i Paesi socialisti, il movimento comunista internazionale e le nazioni emergenti sulla base del principio di non-interferenza reciproca, uguaglianza e mutuo beneficio.
La Corea del Nord emerse dall'occupazione sovietica e combatté al fianco dei comunisti cinesi durante la guerra civile cinese e contro gli Stati Uniti nella guerra di Corea. Tuttavia, presto dichiarò la propria indipendenza sia dall'Unione Sovietica sia dalla Cina. Sebbene abbia respinto la destalinizzazione, prese una posizione neutrale durante la crisi sino-sovietica. Dopo la dissoluzione e la transizione al capitalismo del blocco orientale comunista, il Partito del Lavoro enfatizzò la Juche sia nella teoria sia nella pratica.
Nel 1975, la RPDC entrò nel movimento dei paesi non allineati, favorì le relazioni diplomatiche con gli Stati in via di sviluppo e promosse il Juche come un modello da seguire.
La sopravvivenza dello Stato viene considerata come un principio guida della strategia diplomatica nordcoreana. Anche nelle situazioni di crisi economica e politica, la Corea del Nord continua ad enfatizzare la propria indipendenza a livello mondiale.

### Economia
Nel libro Sull'idea Juche, Kim Jong-il spinse per la creazione di un'economia nazionale indipendente con l'industria pesante e meccanica come pilastri, enfatizzando anche l'importanza dell'indipendenza tecnologica e dell'autosufficienza per le risorse. Tuttavia, affermò inoltre che ciò non avrebbe escluso la cooperazione economica a livello internazionale.
Nel 1956, Kim Il-sung dichiarò il Juche come il principio guida dell'economia nordcoreana. Dopo la guerra di Corea, il regime iniziò a ricostruire la propria economia a partire dall'industria pesante, con l'obiettivo di raggiungere il massimo grado di autosufficienza possibile. Di conseguenza, la RPDC sviluppò quella che è stata definita come "l'economia industriale più autarchica al mondo". La Corea del Nord ha ricevuto ingenti aiuti economici e tecnici dall'Unione Sovietica e dalla Cina, ma non aderì al Consiglio di mutua assistenza economica, l'organizzazione economico-commerciale del blocco orientale.
Negli anni novanta, il Paese ha avuto uno dei più bassi tassi di dipendenza dal petrolio tramite l'utilizzo di centrali idroelettriche o a carbone. L'industria tessile si basa principalmente sulla produzione e l'impiego del vinylon o "fibra juche", creata a partire dal carbone e da rocce calcaree e la cui storia è spesso presentata nella propaganda come un esempio di autosufficienza tecnologica. La prima macchina nordcoreana per il controllo numerico computerizzato (CNC) fu prodotta nel 1995: nel 2010 erano presenti oltre 10 000 esemplari e nel 2017 circa 15 000.
I commentatori hanno spesso notato delle discrepanze tra il principio di autosufficienza e la dipendenza della Corea del Nord dagli aiuti stranieri, in particolare durante la crisi economica e la carestia degli anni novanta. Il raggiungimento dell'autarchia è stato considerato come una concausa della crisi. In base a questo punto di vista, i tentativi di autosufficienza hanno portato all'inefficienza e al trascurare le opportunità di esportazione nelle industrie dove vi era un vantaggio comparativo.

### Difesa
Kim Jong-il dichiarò che l'autosufficienza nella difesa costituiva un principio fondamentale di uno stato sovrano indipendente, dichiarando allo stesso tempo la possibilità di ottenere aiuto da amici e alleati soltanto quando le forze armate nordcoreane sarebbero state militarmente forti. Secondo Kim Jong-il, quando il popolo è armato e pronto a combattere, l'intero paese diventa una fortezza e di conseguenza, il governo ha incentivato lo sviluppo dell'industria bellica nazionale per evitare la dipendenza da armatori stranieri.
La Corea del Nord ha cercato di mettere tali principi in pratica: l'Armata del popolo coreano è tra i più grandi eserciti al mondo per numero di effettivi ed è dotata di testate nucleari di fabbricazione interna, le industrie nordcoreane producono propellente UDMH per i missili a combustibile liquido e motori turbogetto Tumanskij RD-9 per i caccia Mikoyan-Gurevich MiG-19 e Shenyang J-6 dell'aeronautica. Le macchine CNC vengono utilizzate per la produzione di missili e centrifughe.
Sin dalla guerra di Corea, la propaganda nordcoreana ha sempre posto in contrasto la propria autonomia militare con la presenza delle forze americane nella Corea del Sud.

## Culto politico
Alcuni studiosi sudcoreani classificano il Juche come una "religione nazionale" o confrontano le sue sfaccettature con quelle di alcune religioni. Ad esempio, il Juche è stato paragonato alle religioni preesistenti in Corea (in particolare il neoconfucianesimo e lo sciamanesimo coreano) a causa dei loro principi familiari condivisi. Mentre l'influenza delle religioni tradizionali dell'Asia orientale su Juche è ampiamente discussa, numerosi studi accademici hanno ritenuto che l'ideologia abbia anche aspetti di un movimento religioso nazionale e indigeno per la presenza di un leader "sacro", di rituali e del familismo. Nonostante queste caratteristiche, il Juche è un'ideologia altamente atea che scoraggia la pratica delle religioni tradizionali, riprendendo l'ateismo marxista-leninista.

### Culto della personalità

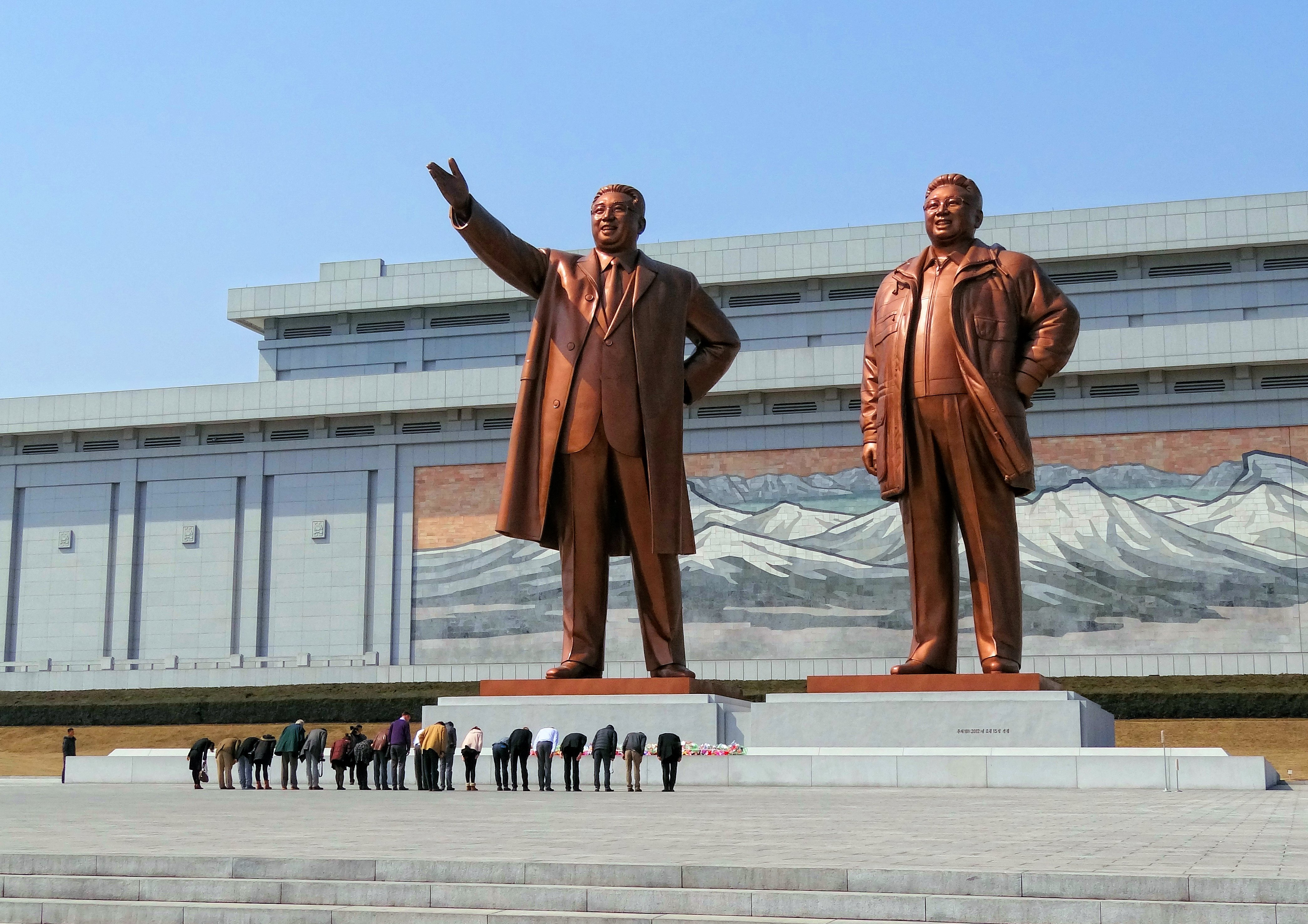
Grande monumento Mansudae, con le statue di Kim Il-sung (sinistra) e Kim Jong-il (destra)

Sebbene l'ideologia enfatizzi il ruolo centrale dell'essere umano, l'applicazione del Juche può essere adempiuta solo attraverso la subordinazione delle masse a un singolo leader o del suo successore, poiché un grande leader è essenziale affinché le masse popolari abbiano successo nel loro movimento rivoluzionario. Tale principio è alla base del culto della personalità nei confronti dei leader del PLC e spiega come l'ideologia Juche sia stata in grado di resistere a lungo, anche durante l'innegabile dipendenza del governo nordcoreano dall'assistenza straniera durante la grave carestia negli anni novanta. Il concetto di "leader sacro" del Juche e il culto attorno alla famiglia Kim sono stati confrontati con l'ideologia di stato shintoista statale dell'Impero giapponese secondo la quale l'imperatore era visto come un essere divino.
Attraverso il credo nel ruolo essenziale del leader, Kim Il-sung è diventato la "divinità suprema per il popolo" e la dottrina Juche è rafforzata nella costituzione della Corea del Nord come principio guida del paese. La struttura delle relazioni parallele tra Kim Il-sung e il popolo e tra i leader religiosi e i loro seguaci ha portato molti studiosi a considerare il Juche un movimento religioso tanto quanto un'ideologia politica. Tuttavia, secondo alcuni critici il Juche ignora completamente i principi della religione e soddisfa invece i criteri di un culto totalitario.
L'enfasi del Juche sul ruolo politico e sacro del leader e sul conseguente culto da parte delle masse popolari è stata criticata dagli intellettuali marxisti: essi sostengono che la classe operaia ed il proletariato della Corea del Nord sono stati privati del loro onore e quindi definiscono il culto della personalità come non marxista e non democratico.

### Ritualità

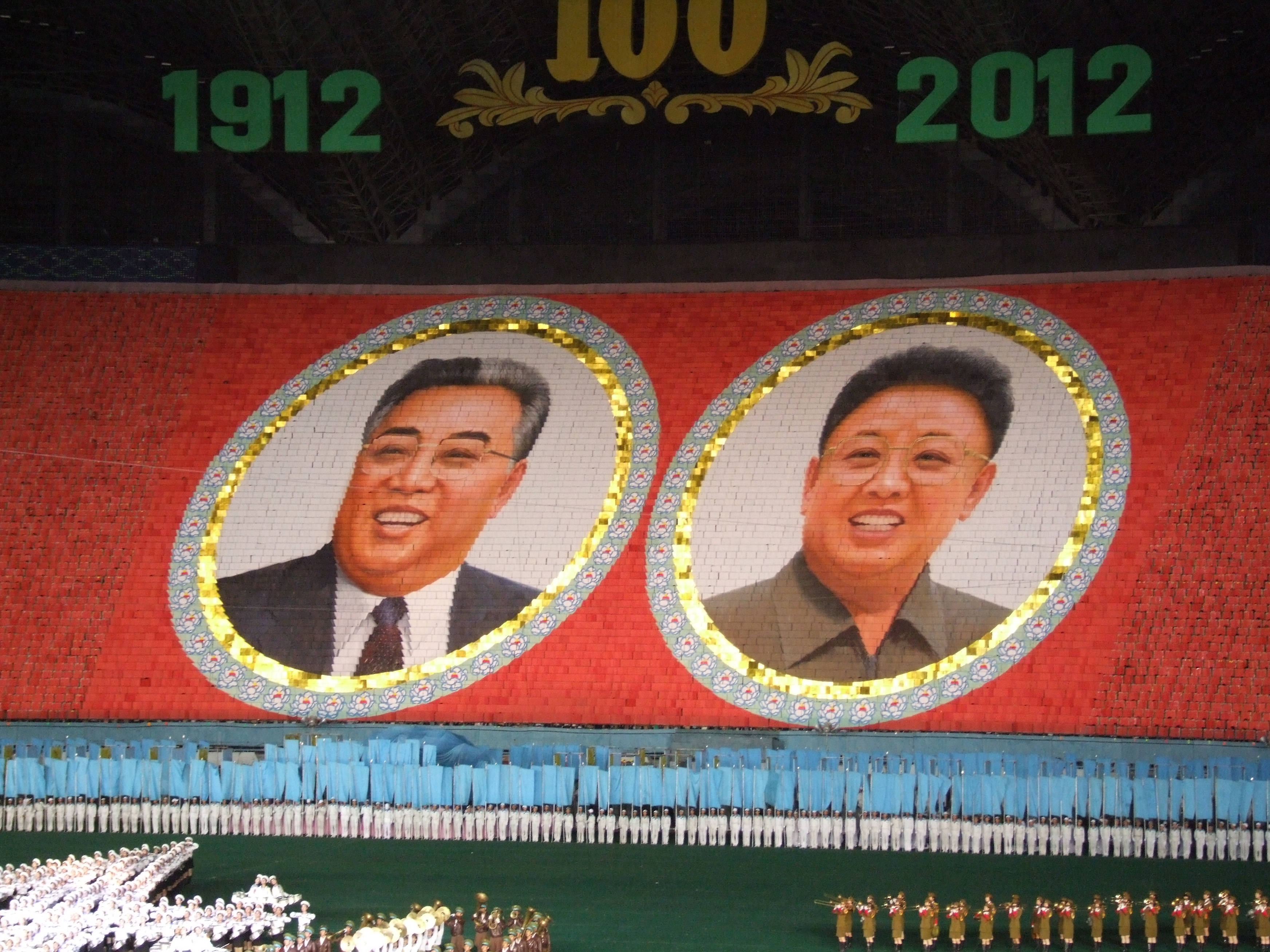
Ritratti di Kim Il-sung e Kim Jong-il rappresentati durante il festival di Arirang

Il carattere religioso del Juche può anche essere visto nelle prospettive del popolo nordcoreano attraverso le interviste ai rifugiati riguardo agli spettacoli e alle celebrazioni ufficiali. Un esempio è il Festival di Arirang che si tiene nel Rungrado May Day Stadium di Pyongyang. Tutta l'organizzazione dell'evento, dalla selezione degli artisti, la mobilitazione delle risorse, il reclutamento del pubblico fino alla pubblicità sono stati confrontati con gli elementi tipici di un evento religioso nazionale.
Il Festiva di Arirang è stato descritto come una dimostrazione del potere del governo nordcoreano nell'organizzare una forma di raduno religioso, "appropriandosi di una massa di corpi per le arti calisteniche e performative rappresentando il leader come il Padre e i suoi fedeli seguaci". L'efficacia del Festival nel trasformare i suoi partecipanti in fedeli discepoli del Juche sembra aver origine dal principio collettivista di "uno per tutti e tutti per uno" presente nella costituzione nordcoreana e dal conseguente legame emotivo e di lealtà verso il leader. Secondo i resoconti dei rifugiati che sono stati reclutati negli eventi ginnici di massa, il principio collettivista viene alimentato attraverso punizioni fisiche come percosse e, soprattutto, l'organizzazione di reclute in piccole unità, delle cui prestazioni le unità più grandi erano ritenuti responsabili. Le componenti ritualistiche e collettiviste del Festival servono a rafforzare una "certa struttura di socialità e affetto", stabilendo Kim Il-sung come "Padre" sia nel corpo che nella psiche degli attori.

### Familismo
Charles K. Armstrong sostiene che il familismo si è trasformato in una sorta di religione politica sotto forma del Juche. Con l'emergere del Juche come principio politico guida della Corea del Nord negli anni sessanta, le relazioni familiari all'interno dell'unità micro-familiare sono state tradotte in una macro-unità nazionale con Kim Il-sung come figura paterna e i cittadini nordcoreani come suoi figli. Il Juche si baserebbe quindi sul linguaggio dei rapporti familiari con le sue "risonanze della pietà filiale e dell'amore materno" dell'Asia orientale o neoconfuciana. Armstrong osserva inoltre che la Corea del Nord ha effettivamente trasferito la "pietà filiale del nazionalismo nella famiglia del leader stesso" ponendo Kim Il-sung come "patriarca universale", e mentre il perseguimento ufficiale dell'ideologia Juche negli anni sessanta esprimeva il desiderio della RPDC di separarsi dalla "fraternità del socialismo internazionale", l'ideologia sostituì anche Stalin come figura paterna con Kim Il-sung. In effetti, il nazionalismo familiare della Corea del Nord ha soppiantato il "linguaggio socialista piuttosto astratto e orientato alla classe con un linguaggio più facilmente comprensibile e identificabile fatto di connessioni familiari, amore e doveri".
Il culto della personalità di Kim Il-sung si espanse in un culto della famiglia quando Kim Jong Il divenne l'erede dopo aver assunto importanti incarichi nel PLC e nell'esercito durante i primi anni ottanta. Ciò viene definito da Armstrong "romanticismo familiare", terminologia già impiegata da Sigmund Freud per descrivere "la sostituzione nevrotica dei veri genitori di un bambino con dei sostituti di fantasia". Attraverso l'istituzione del romanticismo della famiglia nordcoreana con la lingua, i simboli e i rituali legati al familismo, Kim Il-sung è stato consacrato ulteriormente postumo come il Grande Padre.

### Calendario
La Corea del Nord ha assunto una variante del calendario gregoriano basata sul Juche. Tale variante prevede che l'anno 1 parta dall'anno di nascita di Kim Il-sung e cioè il 1912. Tale calendario è stato assunto nel 1997. In genere, però, il calendario Juche è utilizzato a fianco di quello gregoriano. L'anno viene perciò talvolta indicato: Juche 107 - (2018) 주체 107 - (2018).

## Critiche
Durante gli anni novanta, il regime nordcoreano divenne sempre più nazionalista. Discorsi e annunci ufficiali hanno continuato a presentare riferimenti al socialismo, ma né al pensiero marxista-leninista né a concetti basilari del comunismo. Shin Gi-wook sostiene che "non vi è alcuna traccia del marxismo-leninismo o della nozione stalinista di nazionalità [nella Corea del Nord]." Il governo sottolinea invece l'importanza del sangue, dell'anima e dei tratti nazionali del popolo coreano, facendo eco a nazionalisti come Sin Chae-ho, Yi Kwang-su e Choe Nam-son.
Charles K. Armstrong afferma che "il comunismo nordcoreano non solo sarebbe del tutto peculiare rispetto al modello sovietico, ma sotto alcuni aspetti potrebbe capovolgere il marxismo-leninismo". I Coreani del nord pongono il primato dell'ideologia sul materialismo, mantenendo il vocabolario del lignaggio familiare e del nazionalismo e attribuendogli il primato sulla lotta di classe, sostenendo la distinzione sociale e la gerarchia rispetto ad una società senza classi ed egualitaria. Armstrong sostiene inoltre che la Corea del Nord può sembrare "stalinista nella forma" ma è "nazionalista nel contenuto".
Brian Reynolds Myers respinge l'idea che il Juche sia la principale ideologia della Corea del Nord per quanto riguarda la sua esaltazione pubblica, concepita per ingannare gli stranieri, e sostiene che l'ideologia esiste per essere elogiata e non effettivamente interpretata. Sulla base delle proprie esperienze di vita nella RPDC, Felix Abt descrive gli argomenti di Myers come "traballanti" e "discutibili". Considerata la misura in cui gli studenti universitari nordcoreani credono realmente nel Juche, Abt afferma che è "piuttosto assurdo" descrivere l'ideologia come una "vetrina" per gli stranieri, e si domanda anche come soltanto trent'anni di occupazione giapponese possano semplicemente rovesciare l'impatto di "migliaia di anni" di storia in Corea.
Suh Dae-Sook ha affermato che Kim-Il Sung non è riuscito a spiegare la differenza tra patriottismo socialista e nazionalismo al quale Kim si è opposto, criticandolo anche per il presunto tentativo fallito di spiegare come il marxismo-leninismo sia stato applicato alle condizioni coreane.
Sia in Cina che in Vietnam, dove il marxismo-leninismo è promosso dallo stato e dai partiti al potere, il Juche è stato ampiamente criticato e ridicolizzato, in particolare nella Repubblica Popolare Cinese a causa del suo contributo alla guerra di Corea che è stato successivamente ignorato dalla leadership nordcoreana.